# 無效 (法律行為)
無效法律行為，是一個法律專業術語，意思是指某法律行為成立後，它的生效要件有重大瑕疪，而立法者想要讓此法律關係溯及至該法律行為成立前之狀態。簡言之，該法律行為雖然在事實上已經完成，但在法律上自始完全不承認其效力。

## 無效之原因
法律行為之無效是在某法律行為具有極重大瑕疪時，讓其不能生效之手段，通常法律會規定使其無效的話，這些瑕疪都是屬於嚴重違背公益 (交易秩序) 之情形。

## 無效之意義
法律行為無效之意涵，分為自始無效、確定無效、當然無效以及絕對無效：
- 自始確定無效：指該無效之法律行為，於成立時，已不會發生效力。
- 確定無效：指該無效之法律行為已確定不能生效，縱使嗣後情事變遷而令無效之緣由消滅，並得到當事人之承認，仍然不能讓該法律行為起死回生
- 當然無效：無效之法律行為不須透過當事人或法院之行為確認，當然不發生效力，但如果當事人間就該法律行為存有疑義時，自然得向法院提起確認之訴訟。
- 絕對無效：除法律有特別規定之外[註 2]，無效之效果，不僅是當事人間，而是任何人皆得主張其無效。[2]

## 無效之效果
法律行為之無效，原則上是指該法律行為全然不生效力；若某法律行為為無效，除了完全不發生當事人所預期欲發生之法律效果外，影響當事人之權益甚巨。因此於民法學之中，常有緩和其效力之規定，最常見的有一部有效，以及轉換至他法律行為之可能性。
- 一部有效：法律行為之無效，原則上及於該法律行為之全部，縱使該法律行為只有一部分無效之情形，亦擴及於全部之法律行為，即所謂之「一部無效，全部無效」之原則。但若是除去無效部分，其他部分尚可獨立存在時，則其他部分，仍為有效。[3][註 3]
- 無效行為之轉換：
  - 法律在某些條件之下亦有轉換之規定，如中華民國民法第87條第2項關於通謀虛偽之意思表示，若有隱藏他項法律行為者，則可轉換為被隱藏之他項法律行為。
  - 除此之外，尚可依探求當事之人真意而轉換。[4][註 4]